# Szlak mewalonowy
Szlak mewalonowy, szlak izoprenoidowy – szlak metaboliczny komórki u wszystkich wyższych eukariotów i wielu bakterii. Ma kluczową rolę przy produkcji pirofosforanu dimetyloallilu (DMAPP, z ang. dimethylallyl pyrophosphate) oraz pirofosforanu izopentenylu (IPP, z ang. isopentenyl pyrophosphate).
Leki wpływające na przebieg szlaku mewalonowego:
- statyny (obniżenie poziomu lipidów we krwi)
- bisfosfoniany (hamowanie procesu degeneracji kości)